# The Sweet Sweet Fantasy Tour
Tournées par Mariah Carey
The Elusive Chanteuse Show
(2014) Caution World Tour
(2019)
The Sweet Sweet Fantasy Tour est la neuvième tournée mondiale de la chanteuse Mariah Carey. La tournée débute par un spectacle au SSE Hydro à Glasgow, en Écosse, le 15 mars 2016 et se termine par un spectacle au Neal S. Blaisdell Center à Honolulu, à Hawaï, le 26 novembre 2016. La tournée la jouer dans six salles à travers la Grande-Bretagne et plusieurs autres en Europe, ainsi que plusieurs dates en Afrique. Le The Sweet Sweet Fantasy Tou est la première tournée de Mariah Carey à visiter la région européenne en 13 ans, la dernière étant le Charmbracelet World Tour en 2003. C'est également sa première tournée à visiter Hawaï en près de deux décennies.

## Contexte
La tournée est annoncée le 14 décembre 2015, avec des dates européennes et africaines. Dans un message publié sur les médias sociaux, la chanteuse s'est réjouie de revenir sur le continent européen, où elle ne s'était pas produite depuis 13 ans, avec le Charmbracelet World Tour de 2003. Pour promouvoir son nouveau spectacle,  Mariah Carey apparait dans l'émission Lorraine (en), diffusée sur ITV, au Royaume-Uni le jour même de la grande annonce. Lors de l'interview, elle déclare : « je l'appelle la tournée Sweet, Sweet Fantasy, je voulais donner aux gens un peu de nostalgie - le titre vient évidemment de ma chanson Fantasy. Les fans peuvent s'attendre à beaucoup de chansons - je vais rechercher quelles chansons ont eu du succès dans quels territoires et ensuite je vais chanter ces chansons spécialement pour ces fans ».
Le 24 juin 2016, trois concerts au Brésil sont annoncés, suivis d'autres dates dans différents pays d'Amérique latine en juillet. En septembre de la même année, la chanteuse annonce plusieurs concerts à Hawaï.8 En octobre, cependant, deux jours avant le premier concert en Argentine, les concerts en Amérique du Sud sont annulés en raison de problèmes logistiques avec le promoteur,. Poursuivie par le promoteur brésilien pour rupture de contrat abusive, la plainte est classée sans suite, le 12 décembre 2018, par un tribunal new-yorkais.
La tournée figure en bonne place dans la série documentaire de la chanteuse, Mariah's World diffusée sur E!, entre décembre 2016 et janvier 2017.

## Critiques
Une fois la tournée européenne entamée, les médias s'en sont emparés et ont émis des critiques majoritairement positives. Graeme Virtue, du Guardian, attribue 3 étoiles sur 5 au premier concert, qui s'est tenu à Glasgow. Il indique qu'« avec une mise en scène parfois excentrique, la diva de la royauté pop propose un package parfois ringard, mais bien adapté ».
Chris Green, pour The Independent, donne également une note de trois sur cinq au concert inaugural de la tournée et note que : « le spectacle est impressionnant, mais sa voix n'a vraiment pu briller que sur les ballades les plus dépouillées ». Il souligne également le moment où la chanteuse rend hommage à Whitney Houston en chantant When You Believe. Lewis Corner, pour Digital Spy, souligne également la justesse de sa voix sur les ballades et le moment poignant ddu duo avec Whitney Houston. Pour lui, « Au fil des tubes, l'insaisissable chanteuse justifie les 13 ans d'attente d'une véritable tournée européenne ».

## Dates de la tournée
| Date                        | Ville             | Pays              | Lieu                    |
| Etape 1 — Europe,           | Etape 1 — Europe, | Etape 1 — Europe, | Etape 1 — Europe,       |
| --------------------------- | ----------------- | ----------------- | ----------------------- |
| 15 mars 2016                | Glasgow           | Royaume-Uni       | SSE Hydro               |
| 17 mars 2016                | Leeds             | Royaume-Uni       | First Direct Arena      |
| 18 mars 2016                | Manchester        | Royaume-Uni       | Manchester Arena        |
| 20 mars 2016                | Birmingham        | Royaume-Uni       | Barclaycard Arena       |
| 21 mars 2016                | Cardiff           | Royaume-Uni       | Motorpoint Arena        |
| 23 mars 2016                | Londres           | Royaume-Uni       | O2 Arena                |
| 26 mars 2016                | Esch-sur-Alzette  | Luxembourg        | Rockhal                 |
| 29 mars 2016                | Copenhague        | Danemark          | Forum Copenhagen        |
| 31 mars 2016                | Oslo              | Norvège           | Oslo Spektrum           |
| 2 avril 2016                | Stockholm         | Suède             | Ericsson Globe          |
| 4 avril 2016                | Helsinki          | Finlande          | Hartwall Arena          |
| 6 avril 2016                | Tallinn           | Estonie           | Saku Suurhall           |
| 7 avril 2016                | Riga              | Lettonie          | Arēna Rīga              |
| 9 avril 2016                | Kaunas            | Lituanie          | Žalgiris Arena          |
| 11 avril 2016               | Cracovie          | Pologne           | Tauron Arena            |
| 13 avril 2016               | Cologne           | Allemagne         | Lanxess Arena           |
| 14 avril 2016               | Munich            | Allemagne         | Olympiahalle            |
| 16 avril 2016               | Milan             | Italie            | Mediolanum Forum        |
| 18 avril 2016               | Zurich            | Suisse            | Hallenstadion           |
| 19 avril 2016               | Vienne            | Autriche          | Wiener Stadthalle       |
| 21 avril 2016               | Paris             | France            | AccorHotels Arena       |
| 23 avril 2016               | Amsterdam         | Pays-Bas          | Ziggo Dome              |
| Etape 2 — Afrique           |                   |                   |                         |
| 26 avril 2016               | Le Cap            | Afrique du Sud    | Cape Town Stadium       |
| 29 avril 2016               | Durban            | Afrique du Sud    | Moses Mabhida Stadium   |
| 1er mai 2016                | Johannesbourg     | Afrique du Sud    | Ticketpro Dome          |
| 2 mai 2016                  | Johannesbourg     | Afrique du Sud    | Ticketpro Dome          |
| Etape 3 — Amérique du Nord, |                   |                   |                         |
| 8 novembre 2016             | Mexico            | Mexique           | Arena Ciudad de Mexico  |
| 9 novembre 2016             | Monterrey         | Mexique           | Arena Monterrey         |
| 23 novembre 2016            | Honolulu          | États-Unis        | Neal S. Blaisdell Arena |
| 25 novembre 2016            | Honolulu          | États-Unis        | Neal S. Blaisdell Arena |
| 26 novembre 2016            | Honolulu          | États-Unis        | Neal S. Blaisdell Arena |

## Dates annulées
| Date              | Ville        | Pays      | Lieu                    | Raison                                |
| ----------------- | ------------ | --------- | ----------------------- | ------------------------------------- |
| 27 mars 2016      | Bruxelles    | Belgique  | Forest National         | Attentats du 22 mars 2016 à Bruxelles |
| 28 octobre 2016   | Buenos Aires | Argentine | GEBA Jorge Newbery      | Négligence du promoteur               |
| 30 octobre 2016   | Santiago     | Chili     | Movistar Arena          | Négligence du promoteur               |
| 1er novembre 2016 | São Paulo    | Brésil    | Allianz Parque          | Négligence du promoteur               |
| 4 novembre 2016   | Curitiba     | Brésil    | Pedreira Paulo Leminski | Négligence du promoteur               |
| 5 novembre 2016   | Porto Alegre | Brésil    | Estádio Beira-Rio       | Négligence du promoteur               |

## Chansons de la tournée
Le répertoire suivant comprend toutes les chansons interprétées en général, certaines chansons ont été supprimées ou rajoutées à certaines dates :
1. Fantasy (contient des éléments du the Def Club Mix et du Bad Boy Fantasy remix)
2. Emotions
3. My All (Classic Club Mix)
4. Always Be My Baby
5. I'll Be There (avec Trey Lorenz)
6. Rock With You (Interlude) (effectué avec Trey Lorenz)
7. Touch My Body
8. I Know What You Want / Obsessed / It's Like That / Shake It Off / Loverboy (surnommé le Car Ride Medley)
9. Heartbreaker (Desert Storm Remix)
10. Against All Odds (Take a Look at Me Now)
11. One Sweet Day (avec Daniel Moore II et Trey Lorenz)
12. When You Believe
13. Hero
14. We Belong Together
15. Without You
16. Butterfly (Rappel)

## Personnel
- James "Big Jim" Wright – directeur musical[18]
- Daniel Moore II - claviers
- Derrieuz Edgecombe – claviers
- Lance Tolbert - basse
- Joshua Baker – batterie
- Trey Lorenz – chœurs
- Mary Ann Tatum – chœurs
- Takeytha Johnson – chœurs